# Herb powiatu żyrardowskiego
Herb powiatu żyrardowskiego – jeden z symboli powiatu żyrardowskiego, ustanowiony 28 grudnia 2001.

## Wygląd i symbolika
Herb przedstawia na tarczy dwudzielnej w słup w polu prawym czerwonym pół mazowieckiego Orła Białego, natomiast w polu lewym dzielonym w pas w polu górnym złotym czerwony mur fabryczny z trzema kominami i czarnym inicjałem „Ż” (herb Żyrardowa), a w polu dolnym srebrnym czerwoną basztę z czarnymi oknami i dachem (nawiązanie do herbu Mszczonowa).